# Rysk-turkiska kriget (1787–1792)
Det rysk-turkiska kriget (1787–1792) innebar ett misslyckat angrepp från det Osmanska rikets sida på Kejsardömet Ryssland för att återta de områden som osmanerna hade förlorat i det rysk-turkiska kriget (1768–1774). Det pågick parallellt med det österrikisk-turkiska kriget (1788–1791), Gustav III:s ryska krig (1788–1790) och Teaterkriget (1788–1789).

## Bakgrund
I maj och juni 1787 gjorde Katarina II av Ryssland en resa genom de nyerövrade provinserna i söder. Resan sträckte sig till Krim och i resan deltog kejsar Josef II av Österrike.. Resan, Katarinas grekiska plan som gick ut på att dela det Osmanska riket mellan Österrike och Ryssland och återupprätta det Bysantinska riket samt olika upplevda brott mot fredsavtalet i Kjutjuk-Kajnardzji jagade upp stämningarna i Konstantinopel medan de brittiska och franska ambassadörerna gav det osmanska krigspartiet sitt ovillkorliga stöd.

## Krigets förlopp
År 1787 krävde ottomanerna att ryssarna lämnar Krim och överger sina erövringar nära Svarta havet, vilket man i Ryssland såg som ”casus belli”. Ryssland förklarade krig den 19 augusti 1787. Det osmanska riket var illa förberett för krig och tidpunkten var olämplig eftersom Ryssland och Österrike då var allierade. Ottomanerna bådade upp trupper över hela sitt rike och Capanoğlu Süleyman Bey ledde en en armé om 4 000 man till fronten. Offensiven inleddes med ett anfall på två mindre fort i närheten av Kinburnhalvön i södra Ukraina. Den ryske generalen Aleksandr Suvorov slog tillbaka angreppen från sjön och säkrade därmed Krim för Ryssland. I Moldavien erövrade ryssarna städerna Chotyn och Jassy. Otjakiv vid Dneprs mynning föll den 6 december 1788 efter en 6 månader lång belägring ledd av Suvorov och furst Grigorij Potemkin. Nederlagen mot Ryssland kompenserade Osmanska riket i någon mån i striderna mot österrikarna under ledning av kejsar Josef II i Serbien och Transsylvanien.
År 1789 hade det Ottomanska rikets trupper trängts tillbaka i Moldavien av ryska och österrikiska trupper. Läget förvärrades av att den 1 augusti ryssarna under ledning av Suvorov besegrade de osmanska trupperna vid Focșani och därefter den 22 september vid Rymnik samt lyckades driva bort dem från floden Râmnicul Sărat. Som en följd av framgångarna upphöjdes Suvorov till greve Rymniski. Ottomanerna led fler nederlag när österrikarna under ledning av general Gideon Ernst von Laudon slog tillbaka en ottomansk invasion av Kroatien och i motanfallet erövrade Belgrad. En grekisk revolt försvagade ytterligare ottomanernas krigsansträngningar och ledde till ett vapenstillestånd mellan det Ottomanska riket och Österrike.
Under tiden fortsatte den ryska framryckningen och Suvorov lyckades i december 1790 inta den ”ointagliga” fästningen Izmajil vid Donaus mynning. Ett slutgiltigt ottomanskt nederlag vid Măcin den 9 juli 1791 tillsammans med rysk oro för Preussens inträde i kriget ledde till ett vapenstillestånd den 31 juli 1791. Efter fästningens intagande marscherade Suvorov mot Konstantinopel, där ryssarna hoppades kunna ett inrätta ett kristet rike. Träffningarna under kampanjen försatte Suvorov i vanrykte och det antyddes att han hade varit berusad vid belägringen av Otjakiv. Ryktesspridningen var omfattande och resulterade i att han 1791 överfördes till den ryska fronten i Finland.

## Krigets följder
Freden i Jassy slöts den 9 januari 1792 och det Osmanska riket erkände det ryska övertagandet av Krimkhanatet från år 1783. Ryssland fick överta provinsen Jedisan (Odessa och Otjakiv). Floden Dnestr erkändes som rysk gräns i Europa medan den ryska gränsen mot Asien förblev vid floden KubanOttomanernas krigsmål, att återta Krim, hade inte uppnåtts och deras rike fick ett slags uppskov i de ryska fientligheterna genom den franska revolutionen.